# Saint-Pons-la-Calm
Saint-Pons-la-Calm é uma comuna francesa na região administrativa de Occitânia, no departamento de Gard. Estende-se por uma área de 6,37 km². Em 2010 a comuna tinha 458 habitantes (densidade: 71,9 hab./km²).